# Bacon's
Bacon's was een warenhuisketen gevestigd in Louisville, Kentucky, Verenigde Staten.

## Geschiedenis
Jeremiah Bacon opende in 1845 een winkel genaamd Bacon's Dry Goods in Market Street, vlak bij Hancock Street. In 1876 verhuisde hij naar een gebouw dat vier keer groter was dan het oorspronkelijke. In 1901 opende Bacon's een vestiging op de hoek van Fourth Street en Market Street, die het vlaggenschip van het bedrijf werd. De nieuwe 10.700 m² gebouw had ingangen aan elke straat en kenmerkte zich door een opvallend spiraalvormig atrium. De winkel bleef open tot 6 september 1972, toen hij sloot om plaats te maken voor het Kentucky International Convention Center.
In 1903 verkochten de zonen van Bacon de winkel aan het grote New Yorkse conglomeraat H.B. Claflin & Company, de eigenaar van het warenhuis Stewart Dry Goods. De winkel werd overgenomen door het in Ohio gevestigde Mercantile Stores toen Claflin in 1914 failliet ging. Bacon's opende in 1953 een vestiging in de buitenwijken van St. Matthews. Daarna volgden vestigingen in Shively in 1956 en in de Bashford Manor Mall in 1972. In 1977 opende de keten een vestiging in Owensboro, Kentucky.
In 1982 hernieuwde Bacon's zijn aanwezigheid in het centrum van Louisville met een winkel in de Louisville Galleria (later omgedoopt tot Fourth Street Live!). De winkel in het stadscentrum sloot in 2003. In 1988 opende het een vestiging in Mall St. Matthews.
Bacon's profileerde zichzelf als het oudste warenhuis van Kentucky en organiseerde vaak uitgebreide uitverkopen en festiviteiten ter ere van zijn jubilea. Bacon's organiseerde ook "Midnight Madness"-verkopen die populair waren bij het winkelende publiek. In de jaren 1990 kreeg Bacon's steeds meer concurrentie van nationale ketens, waaronder Dillard's, die vaak vestigingen openden in dezelfde winkelcentra als Bacon's.
Enkele concurrenten van warenhuisketens uit Louisville waren Stewart Dry Goods, Ben Snyders en Kaufman-Straus.

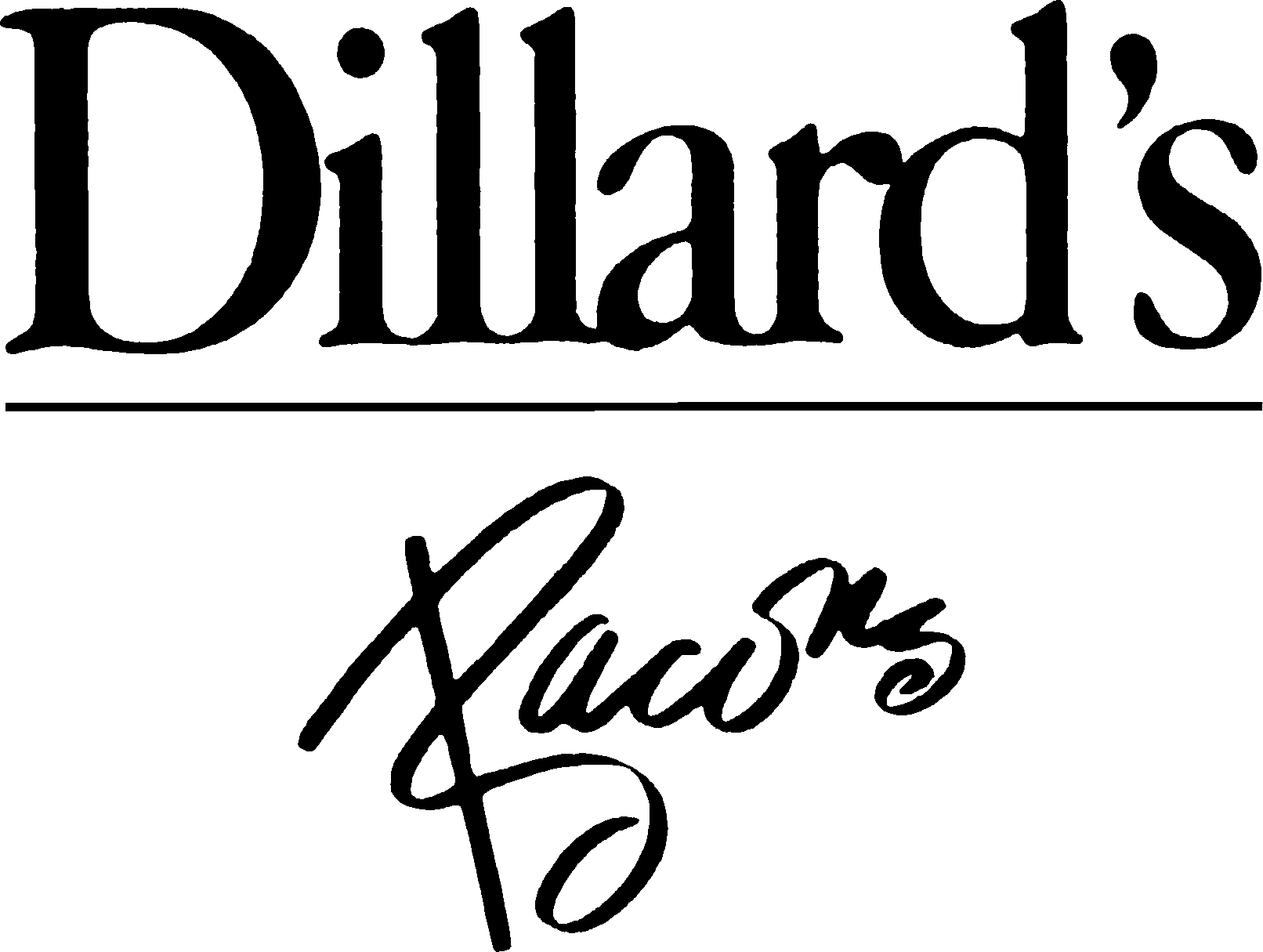
Het transitielogo van Dillard's-Bacon

Mercantile Stores werd in 1998 overgenomen door Dillard's en de naam Bacon's werd opgeheven. 

## Zuid-Indiana
Bacon's was al aanwezig in Indiana, vóór de opening van de winkel in St. Matthews in 1953. Een van de eerste locaties in Indiana was aan Spring Street in het centrum van Jeffersonville. Halverwege de jaren 1950 werd deze winkel te klein bevonden en werd in 1956 vervangen door een veel grotere winkel in het nieuw gebouwde winkelcentrum Youngstown. De winkel in het Youngstown Shopping Center in Jeffersonville verhuisde in 1990 naar River Falls Mall.